# Прогресс (Сумская область)
Прогресс (укр. Прогрес) — село,
Быстрикский сельский совет,
Кролевецкий район,
Сумская область,
Украина.
Код КОАТУУ — 5922681706. Население по переписи 2001 года составляло 15 человек .

## Географическое положение
Село Прогресс находится на правом берегу реки Быстра,
выше по течению на расстоянии в 2,5 км расположено село Яровое,
ниже по течению на расстоянии в 1,5 км расположено село Быстрик.
На реке большая запруда.